# Джолієт
Джолієт (англ. Joliet) — місто (англ. city) в США, адміністративний центр округу Вілл, частково розташований в окрузі Кендалл штату Іллінойс. Населення — 150 362 особи (2020).
Місто лежить на березі річки Де-Плен. Свою назву воно отримало, мабуть, на честь французького дослідника Луї Жольє (фр. Louis Jolliet).

## Географія
Джолієт розташований за координатами 41°31′5″ пн. ш. 88°9′30″ зх. д. / 41.51806° пн. ш. 88.15833° зх. д. (41.518066, -88.158354). За даними Бюро перепису населення США в 2010 році місто мало площу 162,58 км², з яких 160,87 км² — суходіл та 1,70 км² — водойми.

### Клімат
| Клімат : Джолієт      | Клімат : Джолієт | Клімат : Джолієт | Клімат : Джолієт | Клімат : Джолієт | Клімат : Джолієт | Клімат : Джолієт | Клімат : Джолієт | Клімат : Джолієт | Клімат : Джолієт | Клімат : Джолієт | Клімат : Джолієт | Клімат : Джолієт | Клімат : Джолієт |
| Показник              | Січ.             | Лют.             | Бер.             | Квіт.            | Трав.            | Черв.            | Лип.             | Серп.            | Вер.             | Жовт.            | Лист.            | Груд.            | Рік              |
| Середній максимум, °C | −0,6             | 2,2              | 8,3              | 16,1             | 21,7             | 27,2             | 28,9             | 28,3             | 24,4             | 17,8             | 10,0             | 1,7              | 15,6             |
| Середній мінімум, °C  | −8,9             | −6,7             | −1,7             | 3,9              | 9,4              | 15,0             | 17,8             | 17,2             | 12,2             | 6,1              | 0,6              | −6,7             | 4,9              |
| Норма опадів, мм      | 46               | 44               | 57               | 89               | 101              | 97               | 110              | 98               | 76               | 73               | 77               | 55               | 922              |
| Днів з опадами        | 10,6             | 8,9              | 10,6             | 11,4             | 11,3             | 10,2             | 9,4              | 9,0              | 8,2              | 9,5              | 10,8             | 11,2             | 121,2            |
| --------------------- | ---------------- | ---------------- | ---------------- | ---------------- | ---------------- | ---------------- | ---------------- | ---------------- | ---------------- | ---------------- | ---------------- | ---------------- | ---------------- |
| Джерело: NOAA         |                  |                  |                  |                  |                  |                  |                  |                  |                  |                  |                  |                  |                  |

## Демографія
Згідно з переписом 2010 року, у місті мешкали 147 433 особи в 48 019 домогосподарствах у складі 34 900 родин. Густота населення становила 907 осіб/км². Було 51285 помешкань (315/км²).
Расовий склад населення:
| - 67,5 % — білих - 16,0 % — чорних або афроамериканців - 1,9 % — азіатів - 0,3 % — корінних американців - 11,3 % — осіб інших рас |

До двох чи більше рас належало 2,9 %. Частка іспаномовних становила 27,8 % від усіх жителів.
За віковим діапазоном населення розподілялося таким чином: 30,8 % — особи молодші 18 років, 60,8 % — особи у віці 18—64 років, 8,4 % — особи у віці 65 років та старші. Медіана віку мешканця становила 31,7 року. На 100 осіб жіночої статі у місті припадало 97,8 чоловіків; на 100 жінок у віці від 18 років та старших — 94,8 чоловіків також старших 18 років.
Середній дохід на одне домашнє господарство становив 73 190 доларів США (медіана — 60 976), а середній дохід на одну сім'ю — 81 256 доларів (медіана — 69 386). Медіана доходів становила 51 082 долари для чоловіків та 39 235 доларів для жінок. За межею бідності перебувало 12,2 % осіб, у тому числі 16,2 % дітей у віці до 18 років та 8,4 % осіб у віці 65 років та старших.
Цивільне працевлаштоване населення становило 69 776 осіб. Основні галузі зайнятості: освіта, охорона здоров'я та соціальна допомога — 20,5 %, роздрібна торгівля — 12,5 %, виробництво — 12,0 %.

## Уродженці
- Мерседес Маккембрідж (1916—2004) — американська акторка радіо та кіно
- Енн Баннон (* 1932) — американська письменниця.